# 小井義信
小井 義信（こい よしのぶ）は、日本の建築家。
1970年、日本大学理工学部建築学科卒業後、1975年までアトリエ・Ｋに所属。1975年からは石橋建築事務所に勤務。1985年に小井建築研究所を設立。1977年から1985年まで、佐賀工業専門学校工業専門課程建築学科で非常勤講師を担当。社会福祉法人こもれび会と医療法人樟風会評議員。
1969年、郷土美術館で　日本建築学会競技設計関東支部入賞。1970年には日本建築家協会主催の学生デザイン賞で銀賞を受賞。
代表作品に佐賀県早津江病院、精神障害者社会復帰施設福祉ホームＢ型花の木、式町邸高齢者対応和風住宅などがある。